# 江西区 (ソウル特別市)

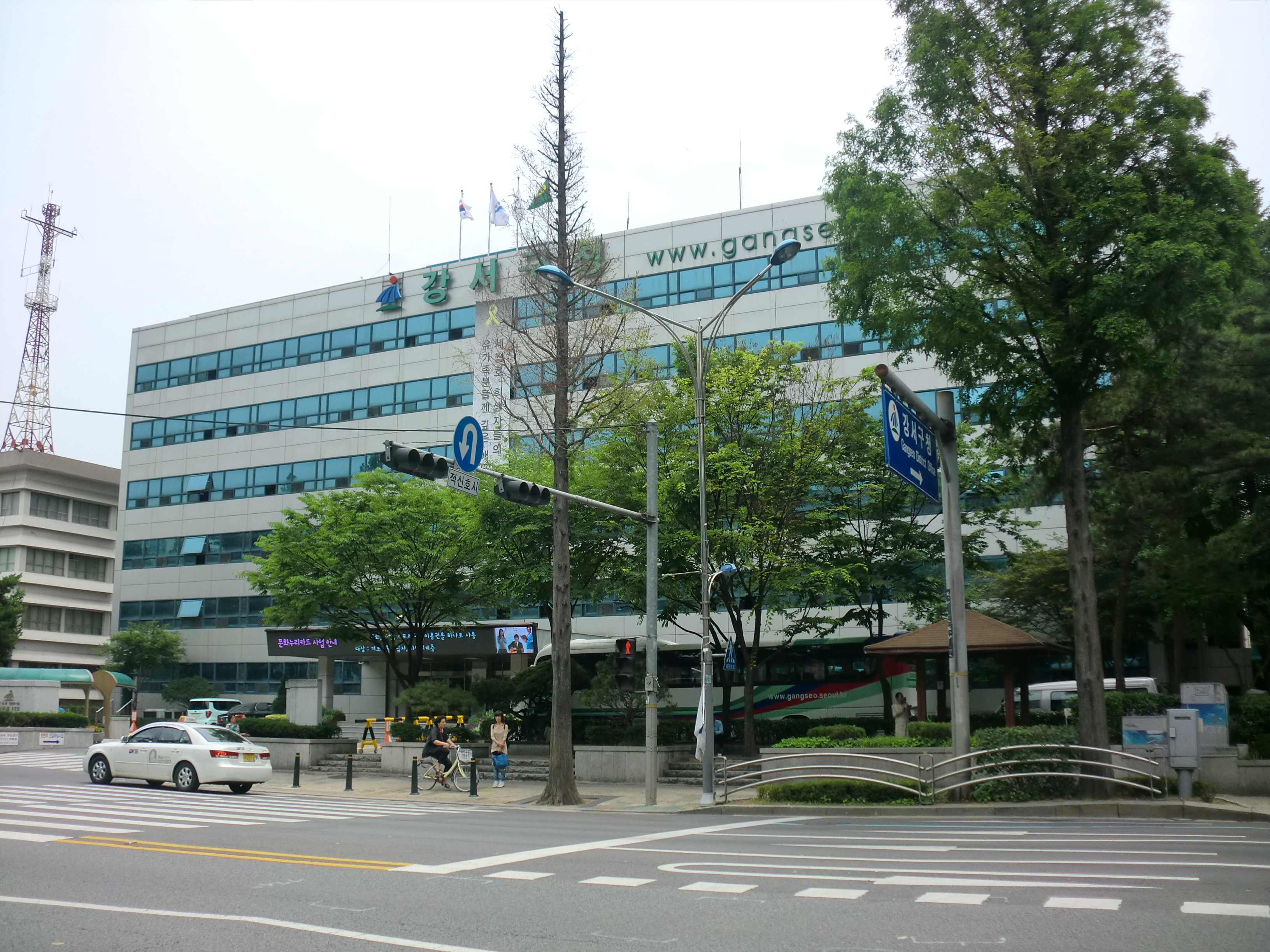
江西区役所

江西区（カンソく）は、大韓民国ソウル特別市の西部にある区である。金浦国際空港を区域に含んでいる。

## 地理
江西区はソウル特別市の西部に位置する。ソウル市の行政区域の中では最も北朝鮮に近い場所に位置している。
- 山：開花山（ケファサン）、宮山（クンサン）、鳳啼山（ポンジェサン）、雨装山（ウジャンサン）、曽米山（チュンミサン）、塔山（タプサン）
- 河川：漢江（ハンガン）、安養川（アニャンチョン）、アラ川（アラチョン）、 掘浦川（クルポチョン）

### 隣接自治体
- 東：麻浦区、永登浦区
- 西：仁川広域市桂陽区、京畿道金浦市
- 南：陽川区、京畿道富川市
- 北：京畿道高陽市

## 歴史
- 1963年1月1日　ソウル特別市の市域拡大に伴い京畿道金浦郡陽西面・陽東面をソウル特別市永登浦区へ編入。
- 1977年9月1日 永登浦区から鹽倉洞、木洞、登村洞、禾谷洞、新月洞、麻谷洞、内鉢山洞、外鉢山洞、空港洞、傍花洞、開花洞、果海洞、五谷洞、五釗洞及び新亭洞の一部を分割し、江西区を新設。
- 1988年1月1日 木洞、新月洞、新亭洞を陽川区へ分割。

## 行政
現在の区長は空席。

### 行政区域

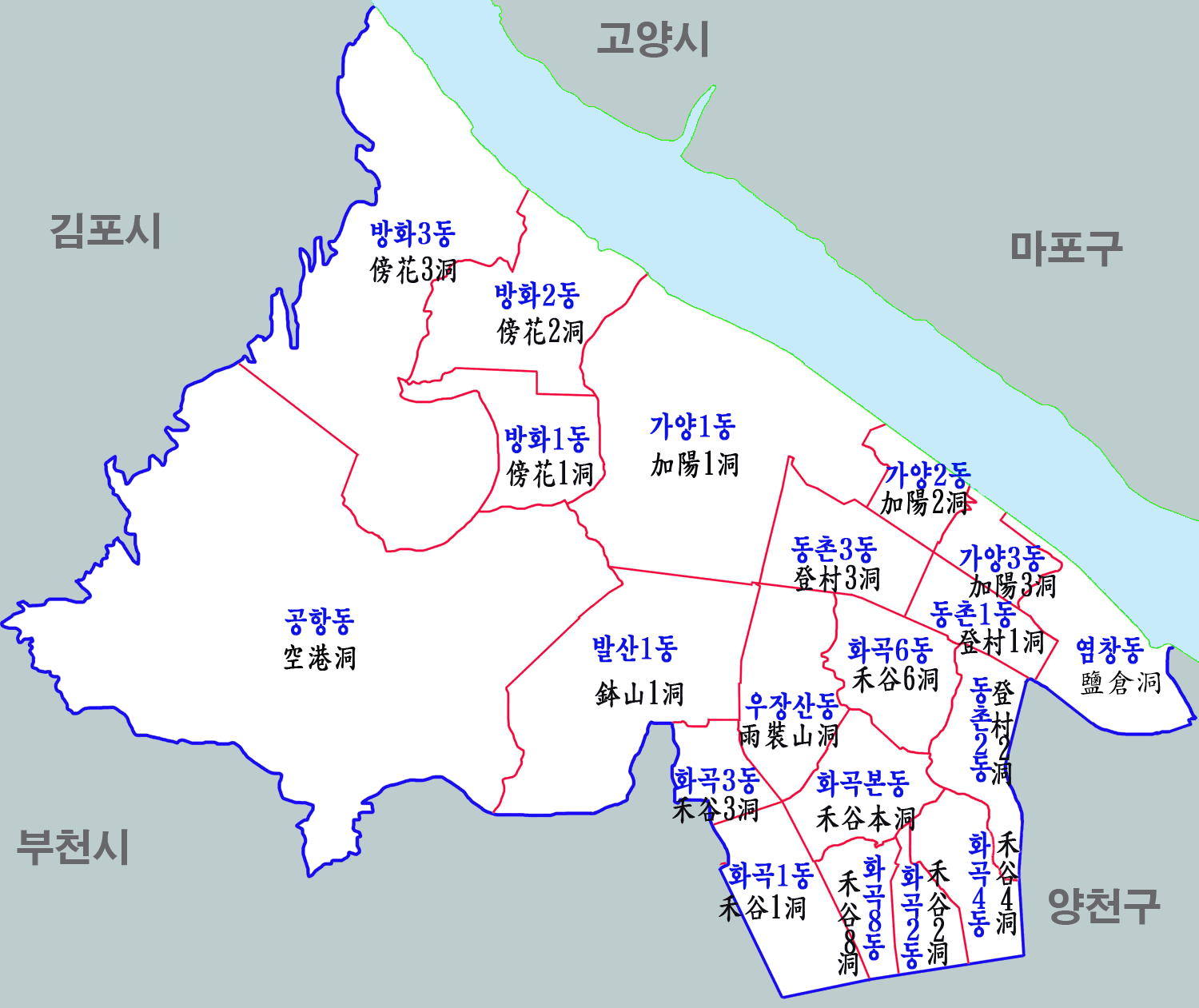
行政区域図

| 行政洞                                | 法定洞                                 |
| ------------------------------------- | -------------------------------------- |
| 塩倉洞（ヨムチャンドン）              | 塩倉洞、加陽洞                         |
| 登村第1洞（トゥンチョンジェイルトン） | 登村洞                                 |
| 登村第2洞（トゥンチョンジェイドン）   | 登村洞                                 |
| 登村第3洞（トゥンチョンジェサムドン） | 登村洞                                 |
| 禾谷第1洞（ファゴクチェイルトン）     | 禾谷洞                                 |
| 禾谷第2洞（ファゴクチェイドン）       | 禾谷洞                                 |
| 禾谷第3洞（ファゴクチェサムドン）     | 禾谷洞                                 |
| 禾谷第4洞（ファゴクチェサドン）       | 禾谷洞                                 |
| 禾谷本洞（ファゴクポンドン）          | 禾谷洞                                 |
| 禾谷第6洞（ファゴクチェユクトン）     | 禾谷洞                                 |
| 禾谷第8洞（ファゴクチェパルトン）     | 禾谷洞                                 |
| 雨装山洞（ウジャンサンドン）          | 禾谷洞、内鉢山洞                       |
| 加陽第1洞（カヤンジェイルトン）       | 加陽洞、麻谷洞                         |
| 加陽第2洞（カヤンジェイドン）         | 加陽洞                                 |
| 加陽第3洞（カヤンジェサムドン）       | 加陽洞                                 |
| 鉢山第1洞（パルサンジェイルトン）     | 内鉢山洞、外鉢山洞、麻谷洞             |
| 空港洞（コンハンドン）                | 空港洞、果海洞、五谷洞、五釗洞、麻谷洞 |
| 傍花第1洞（パンファジェイルトン）     | 傍花洞、麻谷洞                         |
| 傍花第2洞（パンファジェイドン）       | 傍花洞                                 |
| 傍花第3洞（パンファジェサムドン）     | 開花洞、傍花洞                         |

### 警察
- ソウル江西警察署

### 消防
- 江西消防署

## 教育
- 国立国語院

### 大学
- KC大学校
- 韓国ポリテク1大学ソウル江西キャンパス

### 高等学校
- 江西工業高等学校（カンソ）
- 慶福ビジネス高等学校（キョンボク）
- 慶福女子高等学校（キョンボク）
- 空港高等学校（コンハン）
- 大一高等学校（テイル）
- 徳円女子高等学校（トゴン）
- 徳円芸術高等学校（トゴン）
- 東洋高等学校（トンヤン）
- 登村高等学校（トゥンチョン）
- 麻浦高等学校（マポ）
- 明徳高等学校（ミョンドク）
- 明徳女子高等学校（ミョンドク）
- 明徳外国語高等学校（ミョンドク）
- 世珉情報高等学校（セミン）
- 世賢高等学校（セヒョン）
- 寿命高等学校（スミョン）
- 新亭女子商業高等学校（シンジョン）
- 永登浦工業高等学校（ヨンドゥンポ）
- 永一高等学校（ヨンイル）
- 漢光高等学校（ハングァン）
- 漢西高等学校（ハンソ）
- 禾谷高等学校（ファゴク）
- 禾谷保健経営高等学校（ファゴク）

### 中学校
江西区はソウル特別市江西教育支援庁の所属に属する。
- 京西中学校（キョンソ）
- 孔津中学校（コンジン）
- 空港中学校（コンハン）
- 徳円中学校（トゴン）
- 登明中学校（トゥンミョン）
- 登元中学校（トゥンウォン）
- 登村中学校（トゥンチョン）
- 明徳女子中学校（ミョンドク）
- 傍元中学校（パンウォン）
- 傍花中学校（パンファ）
- 白石中学校（ペクソク）
- 三井中学校（サムジョン）
- 城才中学校（ソンジェ）
- 松亭中学校（ソンジョン）
- 寿命中学校（スミョン）
- 新亭女子中学校（シンジョン）
- 塩景中学校（ヨムギョン）
- 塩倉中学校（ヨムチャン）
- 禾谷中学校（ファゴク）
- 禾元中学校（ファウォン）

### 初等学校
- ソウル加谷初等学校（カゴク）
- ソウル加陽初等学校（カヤン）
- ソウル開花初等学校（ケファ）
- ソウル孔進初等学校（コンジン）
- ソウル空港初等学校（コンハン）
- ソウル内鉢山初等学校（ネバルサン）
- ソウル登馬初等学校（トゥンマ）
- ソウル登明初等学校（トゥンミョン）
- ソウル登西初等学校（トゥンソ）
- ソウル登陽初等学校（トゥンヤン）
- ソウル登円初等学校（トゥンウォン）
- ソウル登村初等学校（トゥンチョン）
- ソウル登峴初等学校（トゥンヒョン）
- ソウル鉢山初等学校（パルサン）
- ソウル傍花初等学校（パンファ）
- ソウル白石初等学校（ペクソク）
- ソウル三井初等学校（サムジョン）
- ソウル松亭初等学校（ソンジョン）
- ソウル松花初等学校（ソンファ）
- ソウル寿命初等学校（スミョン）
- ソウル新谷初等学校（シンゴク）
- ソウル新月初等学校（シノル）
- ソウル新亭初等学校（シンジョン）
- ソウル陽川初等学校（ヤンチョン）
- ソウル塩江初等学校（ヨムガン）
- ソウル塩景初等学校（ヨムギョン）
- ソウル塩東初等学校（ヨムドン）
- ソウル塩倉初等学校（ヨムチャン）
- ソウル雨装初等学校（ウジャンサン）
- ソウル月亭初等学校（ウォルチョン）
- ソウル正谷初等学校（チョンゴク）
- ソウル雉峴初等学校（チヒョン）
- ソウル塔山初等学校（タプサン）
- ソウル禾谷初等学校（ファゴク）
- ソウル禾一初等学校（ファイル）
- 惟石初等学校（ユソク）

## 交通

### 空港
- 金浦国際空港

### 鉄道
- ソウル交通公社

- 2号線（新亭支線）

カチ山駅
- 5号線

傍花駅 - 開花山駅 - 金浦空港駅 - 松亭駅 - 麻谷駅 - 鉢山駅 - 雨装山駅 - 禾谷駅 - カチ山駅
- ソウル市メトロ9号線

開花駅 - 金浦空港駅 - 空港市場駅 - 新傍花駅 - 麻谷ナル駅 - 陽川郷校駅 - 加陽駅 - 曽米駅 - 登村駅 - 塩倉駅
- 仁川国際空港鉄道

麻谷ナル駅 - 金浦空港駅
- 金浦都市鉄道

金浦空港駅
- 韓国鉄道公社

- 首都圏電鉄西海線

金浦空港駅

### 道路
- 高速道路

- 仁川国際空港高速道路

- 88ジャンクション

- 大路級

- オリンピック大路（オルリンピクテロ）
- 金浦大路（キンポデロ）
- 国会大路（クケデロ）
- 空港大路（コンハンデロ）
- 傍花大路（パンファデロ）

- 路級

- 安養川路（アニャンチョンノ）
- 月亭路（ウォルチョンノ）
- 雨装山路（ウジャンサンノ）
- 雨峴路（ウヒョンノ）
- 梧亭路（オジョンノ）
- カチ山路（カチサンノ）
- 街路公園路（カロゴンウォンノ）
- 江西路（カンソロ）
- 錦嚢花路（クムナンファロ）
- 黔浦路（クンポロ）
- 開花洞路（ケファドンノ）
- コムダルレ路（コムダルレロ）
- 寿命路（スミョンノ）
- 松亭路（ソンジョンノ）
- 招遠路（チョウォンノ）
- 草緑マウル路（チョロンマウルロ）
- 大壮路（テジャンノ）
- 登村路（トゥンチョンノ）
- 南部循環路（ナンブスナンノ）
- 鉢山路（パルサンノ）
- 傍花洞路（パンファドンノ）
- 禾谷路（ファゴンノ）
- 許浚路（ホジュンノ）
- ポルマル路（ポルマルロ）
- 麻谷西路（マゴクソロ）
- 麻谷中央路（マゴクチュンアンノ）
- 麻谷東路（マゴクトンノ）
- 陽川路（ヤンチョンノ）

- 街級

- 開花街（ケファッキル）
- ハヌル街（ハヌルキル）

### 橋
- 幸州大橋